# Турчевич-Полє
45°42′ пн. ш. 17°20′ сх. д. / 45.70° пн. ш. 17.33° сх. д.
Турчевич-Полє (хорв. Turčević Polje) — населений пункт у Хорватії, в Б'єловарсько-Білогорській жупанії у складі міста Грубишно-Полє.

## Населення
Населення за даними перепису 2011 року становило 44 осіб.
Динаміка чисельності населення поселення: